# Gerhard Acktun
Gerhard Acktun (Monaco di Baviera, 31 dicembre 1955) è un attore, doppiatore e conduttore radiofonico tedesco.

## Biografia
Negli anni 1950 suo padre gestiva un ristorante a Monaco che ospitava molte personalità dell'industria cinematografica, con cui Acktun entrò presto e lo introdussero nella carriera da attore.
Nel 1964 Gerhard Acktun fece la sua prima tournée teatrale insieme a Götz George con lo spettacolo Alle meine Söhne.
Seguirono i suoi primi passi nell'industria del doppiaggio e, dalla fine degli anni 1960,i suoi primi piccoli ruoli cinematografici come attore bambino.
Gerhard Acktun appare in produzioni televisive dall'inizio degli anni 1980. Nel 2008 ha fondato la casa editrice di audiolibri Alogino, specializzata in drammi radiofonici bavaresi.

## Filmografia

### Cinema
- Immer Ärger mit den Paukern - regia di Harald Vock (1968)
- Unser Doktor ist der Beste - regia di Harald Vock (1969)
- Der Räuber Hotzenplotz - regia di Gustav Ehmck (1974)
- Das Brot des Bäckers - regia di Erwin Keusch (1976)
- Unordnung und frühes Leid - regia di Franz Seitz Jr. (1976)
- Randale - regia di Manfred Purzer(1983)

### Televisione
- Der Kommissar - serie TV (1 episodio) (1972)
- Unter Ausschluß der Öffentlichkeit - serie TV (1974)
- Polizeiinspektion 1 - serie TV (3 episodi) (1977-1983)
- L'ispettore Derrick (Derrick) - serie TV (3 episodi) (1978-1987)
- Il commissario Köster  (Der Alte)  - serie TV (7 episodi) (1984-2014)
- La casa del guardaboschi (Forsthaus Falkenau) - serie TV (15 episodi) (1992-2002)
- Soko 5113 - serie TV (3 episodi) (1997-2005)
- Am liebsten Marlene - serie TV (15 episodi) (1998)
- Die Rosenheim-Cops - serie TV (3 episodi) (2002-2011)
- Dahoam is Dahoam - serie TV (1 episodio) (2018)

## Doppiaggio

### Film
- Tony Plana in Ufficiale e gentiluomo (1982)
- George Clooney in La scuola degli orrori (1987)
- Kevyn Major Howard in Full Metal Jacket (1987)
- Morgan Weisser in La banda dei Rollerboys
- Douglas McGrath in Happiness - Felicità (1998)
- Richard Whiteside in Lo Hobbit - La desolazione di Smaug

### Film d'animazione
- Bobby in One Piece - Trappola mortale
- Meowth in Pokémon: L'ascesa di Darkrai
- Narcy in One Piece Gold - Il film

### Serie televisive
- Donagh Deeney in Il Trono di Spade

### Serie televisive d'animazione
- Waylon Smithers in I Simpson (1991-1993)
- Meowth in Pokémon (1999-2023)
- Kiki e Jean-Paul Barthez in Beyblade
- Rollen in Monster Rancher (2001)
- Yasop, Jay Garcia Saturn (episodio 151), Topman Warcury (episodio 225), Ethanbaron V. Nusjuro (episodio 511), Gally e Strawberry in One Piece
- Kevin Cheng in Beyblade (2003)

### Videogiochi
- Balu in Klonoa